# پابلو سانز (بازیکن فوتبال زاده ۱۹۹۵)
پابلو سانز (انگلیسی: Pablo Sanz؛ زادهٔ ۹ آوریل ۱۹۹۵) بازیکن فوتبال اهل اسپانیا است.
از باشگاه‌هایی که در آن بازی کرده‌است می‌توان به باشگاه فوتبال نومانسیا اشاره کرد.